# Bataille de Montjuïc (1705)
Pour les articles homonymes, voir Bataille de Montjuïc.
Guerre de Succession d'Espagne
Batailles
Campagnes de Flandre et du Rhin
- Landau (1702)
- Friedlingen (1702)
- Kehl (1703)
- Ekeren (1703)
- Höchstädt (1703)
- Spire (1703)
- Schellenberg (Donauworth) (1704)
- Blenheim (1704)
- Landau (1704)
- Vieux-Brisach (1704)
- Eliksem (1705)
- Ramillies (1706)
- Stollhofen (1707)
- Cap Béveziers (1707)
- Cap Lizard (1707)
- Audenarde (1708)
- Wynendaele (1708)
- Lille (1708)
- Gand (1708)
- Malplaquet (1709)
- Douai (1710)
- Bouchain (1711)
- Denain (1712)
- Bouchain (1712)
- Douai (1712)
- Landau (1713)
- Fribourg (1713)

Campagnes d'Italie
- Carpi (1701)
- Chiari (1701)
- Crémone (1702)
- Luzzara (1702)
- Verceil (1704)
- Cassano (1705)
- Nice (1705-1706)
- Calcinato (1706)
- Turin (1706)
- Castiglione (1706)
- Toulon (1707)
- Gaeta (1707)
- Cesana (1708)
- Syracuse (1710)

Campagnes d'Espagne et de Portugal
- Cadix (1702)
- Vigo (navale 1702)
- Cap de la Roque (1703)
- Gibraltar (août 1704)
- Ceuta (1704) (es)
- Málaga (1704)
- Gibraltar (1704-1705)
- Marbella (1705)
- Montjuïc (1705)
- Barcelone (1705)
- Badajoz (1705)
- Barcelone (1706)
- Murcie (1706) (es)
- El Albujón (1706) (es)
- Santa Cruz de Ténérife (1706) (en)
- Almansa (1707)
- Xàtiva (1707)
- Ciudad Rodrigo (1707) (en)
- Lérida (1707)
- Tortosa (1708)
- Minorque (1708)
- Gudiña (1709)
- Almenar (1710)
- Saragosse (1710)
- Brihuega (1710)
- Villaviciosa (1710)
- Barcelone (1713-1714)

Campagnes de Hongrie
- Saint-Gotthard (1703) (en)
- Biskupice (1704) (en)
- Smolenice (1704) (en)
- Koroncó (1704) (en)
- Zsibó (1705) (en)
- Saint-Gotthard (1705) (en)
- Trenčín (1708) (en)

Antilles et Amérique du sud
- Santa Marta (1702)
- Guadeloupe (1703)
- Nassau (1703)
- Colonia del Sacramento (1704)
- Carthagène (1708)
- Rio (1710)
- Carthagène (1711)
- Rio (1711)
- Cassard (1712)

La bataille de Montjuïc se déroula du 13 au 17 septembre 1705 pendant la guerre de Succession d'Espagne.
En août 1705, l'armée de la coalition commandée par Charles Mordaunt de Peterborough débarque sur la côte catalane, avec l'intention de s'emparer de Barcelone. Pour ce faire il lui faut d'abord prendre le château de Montjuïc, une forteresse commandée par Francisco de Velasco.

## La bataille
Dans la nuit du 13 août 1705, une armée sous les ordres de Georges de Hesse-Darmstadt s'approche du château, en trois colonnes distinctes. James Stanhope, qui commande l'une de ces colonnes, a pour mission de faire diversion et d'attirer le feu des défenseurs. Les deux autres colonnes qui attaquent par l'arrière sont d'abord repoussées, mais réussissent à prendre les défenses extérieures du château. Dans l'assaut, un éclat traverse la jambe de Georges de Hesse-Darmstadt, il décède d'hémorragie.
Le 17 septembre 1705, le château tombe finalement aux mains des alliés.

## Conséquences
Dans le château, Peterborough établit des batteries d'artillerie, qui bombardent Barcelone jusqu'à sa reddition, un mois plus tard.

## Sources
- (en) Cet article est partiellement ou en totalité issu de l’article de Wikipédia en anglais intitulé « Battle of Montjuïc (1705) » (voir la liste des auteurs).
- La princesse des Ursins: essai sur sa vie et son caractère politique d'après François Combes - 1854
- Quinze ans du règne de Louis XIV: (1700-1715): Volume 2 - Ernest Moret - 1859